# Moxostoma austrinum
Moxostoma austrinum és una espècie de peix de la família dels catostòmids i de l'ordre dels cipriniformes.

## Morfologia
Els mascles poden assolir els 49 cm de longitud total.

## Distribució geogràfica
Es troba a Nord-amèrica: Texas (Estats Units) i Mèxic.